# L'enemic interior
"L'enemic interior" (títol original en anglès "The Enemy Within") és el cinquè episodi de la primera temporada de la sèrie de televisió de ciència-ficció estatunidenca Star Trek. Escrit per Richard Matheson i dirigit per Leo Penn, es va emetre per primera vegada el 6 d'octubre de 1966.
A l'episodi, mentre arriba des del planeta Alpha 177, un mal funcionament del transportador fa que el capità Kirk es divideixi en dues persones, una "bona", però indecisa i ineficaç; l'altre "malvat", impulsiu i irracional.

## Argument
El USS Enterprise està en una exploració geològica del planeta Alpha 177. El tècnic geològic Fisher és ferit després d'una caiguda i transportat a bord de l’ Enterprise, tot i que l’enginyer en cap Scott té alguns problemes amb el transportador. L'equip del transportador sembla estar bé, però nota una mica de pols magnètic de mostres de mineral que cobreixen l'uniforme de Fisher que poden haver interferit amb el transport.
El Capità Kirk es transport de tornada a la nau. Sembla que el transportador funciona correctament, però Kirk experimenta una certa desorientació i Scott l'acompanya a Kirk fora de la sala del transport. Mentre no està supervisat, el transportista s'activa una segona vegada, materialitzant una segona versió de Kirk que es comporta de manera més maliciosa que la seva contrapart. Aquest "malvat" Kirk comença a vagar per la nau, i els que troba es confonen pel seu comportament.
Scott ajuda a transmetre un exemplar d'animal semblant a un gos del planeta, però es materialitzen dues criatures idèntiques (la "bona" i la "malvada", com Kirk) - un completament dòcil i l'altre viciós. Scott conjectura que la pols de mineral ha fet que el transportador divideixi les personalitats d'aquells que van transmetre, creant homòlegs bons i dolents. Scott informa això a Spock i després ordena que el transportador resti fora de servei i s'investigui, deixant encallat el grup d'aterratge al planeta quan s'inicia la nit molt freda. En altres llocs de la nau, el "bo" Kirk comença a sentir-se insegur i lluita per prendre decisions. El "malvat" Kirk, en estat d'embriaguesa, ataca Janice Rand a la seva habitació. Ella li rasca la cara amb les ungles. Quan Fisher és testimoni d'això i crida a la seguretat, el "malvat" Kirk ataca i el noqueja. Rand informa de l'accident al pont. El "bon" Kirk ordena a la tripulació que capturi al "malvat" Kirk, però per consell d'Spock manté mig secret el fet que el guanyador és el seu jo malvat per no debilitar la fe de la tripulació en ell; En canvi, a la tripulació se li parla d'un impostor reconeixible per les rascades de la seva galta.
El "malvat" Kirk escolta aquest anunci i utilitza maquillatge per emmascarar la seva ferida. Assegura un fàser d'un oficial de seguretat, abans d'amagar-se a l'enginyeria. Posant-se a la seva pell, el "bo" Kirk anticipa aquest moviment. Mentre els dos Kirk s'enfronten, Spock desactiva el "malvat" Kirk amb un pessic vulcanià. Spock i McCoy s'adonen que tots dos Kirks s'estan deteriorant mentalment, i han de trobar una manera de revertir l'accident del transportista per salvar-los, així com el grup d'aterratge. Spock i Scott utilitzen l'energia d'impuls de la nau per invertir el transportador de l'exemplar semblant a un gos. Quan es materialitza, la criatura està sencera però morta. Spock suggereix que va morir perquè el seu cervell animal no va poder suportar l'estrès de les dues meitats que es van restablir, de manera que Kirk podrà sobreviure al mateix procediment, mentre que Dr. Leonard McCoy insisteix que no poden córrer el risc que la mort hagi estat causada per un mal funcionament del transportador.
Amb el grup d'aterratge gairebé mort per la hipotèrmia, el "bo" Kirk opta per apostar pel procediment en lloc d'esperar una autòpsia a la criatura. Quan allibera el "malvat" Kirk, el seu altre jo el domina i li fa rascades facials com les seves. Fingint ser el "bon" Kirk, li diu a Rand la veritat sobre l' "impostor", i ofereix l'oportunitat d'explicar-ho abans d'anar cap al pont. Ordena a la tripulació que surti de l'òrbita, dient al navegador que el grup d'aterratge no es pot salvar. Els "bons" Kirk i McCoy corren cap al pont, on els dos Kirks s'enfronten. El "bo" Kirk per fi persuadeix el "malvat" Kirk que es necessiten mútuament per sobreviure, i que tots dos viuran com a parts l'un de l'altre. Li ordena a Scott que intenti el procés de reversió, i Kirk es reuneix com un sol ésser. Amb el seu sentit del comandament i la bona voluntat restaurats (i el transportista reparat), Kirk ordena que el grup d'aterratge s'aixequi. Són segurs malgrat el fred. Rand li explica a Kirk sobre la seva última trobada amb Kirk "malvat", però ell la talla abans que pugui discutir més sobre el tema.

## Repartiment i doblatge al català
La sèrie va ser doblada al català pels estudis Tecni-3 (primera part) i Diálogo (segona part) i emesa a TV3 l’any 1989. Els dobladors de l'episodi foren:
| Personatge                | Actor/actriu      | Veu en català                      |
| ------------------------- | ----------------- | ---------------------------------- |
| James T. Kirk             | William Shatner   | Jordi Boixaderas                   |
| Spock                     | Leonard Nimoy     | Isidre Sola i Llop                 |
| Leonard McCoy             | DeForest Kelley   | Eduard Lluís Muntada               |
| Montgomery Scott 'Scotty' | James Doohan      | Joan Carles Gustems Domènec Farell |
| Nyota Uhura               | Nichelle Nichols  | Glòria Roig Azucena Díaz           |
| Hikaru Sulu               | George Takei      | Jaume Nadal Enric Cusí             |
| Janice Rand               | Grace Lee Whitney | Mercè Arànega                      |
| Fisher                    | Edward Madeen     | Antoni Forteza                     |
| Farrell                   | Jim Goodwin       | Albert Mieza                       |

## Producció
L'escriptor de l'episodi, Richard Matheson, es va inspirar en El doctor Jekyll i el Sr Hyde, el personatge de Robert Louis Stevenson que lluita amb el seu malvat alter ego.
La subtrama de quatre membres de la tripulació encallats al planeta a temperatures de congelació es va afegir més tard com a reescriptura. Matheson es va oposar a la idea ja que pensava que Històries B alentiren les històries. Va dir: "Han afegit una subtrama sencera sobre la gent del planeta, preparada per congelar-se fins a morir, perquè tenen un problema de funcionament del transportador... Em vaig quedar totalment amb Bill."
Leonard Nimoy, descontent amb part del guió que demanava a Spock per colpejar el "malvat" Kirk al cap amb un fàser per deixar-lo inconscient, va suggerir la idea del pessic vulcanià. El director Leo Penn va tenir dificultats per entendre la idea, però William Shatner va ajudar a demostrar el concepte de la idea de Nimoy.

Aquest episodi és un dels grups reduïts per al qual es va escriure una partitura completa, en aquest cas per Sol Kaplan. Jeff Bond va assenyalar: 
| « | Tot i que només va escriure dues partitures per a la sèrie, la música del compositor de Nova York Sol Kaplan es va seguir sense parar al llarg de les dues primeres temporades del programa. ... 'L’enemic interior' és una partitura intel·lectual emocionant, superada per torns amb compassió per la difícil situació de Kirk i clínicament deslligada en la seva experimentació melòdica amb la situació... [L]'agressiva i amenaçadora música de 'Kirk' va fer grans contribucions. en ser rastrejat en altres episodis. | » |

## Recepció
Zack Handlen de The A.V. Club va donar a l'episodi una qualificació "A-", assenyalant que, tot i que l'últim acte de l'episodi va ser una mica redundant, els dos primers funcionen sense problemes, i va descriure l'actuació de Shatner com la bona meitat de Kirk com "coses molt sòlides".
El 2014, IO9 va classificar "L’enemic interior" com el 81è episodi més gran de Star Trek.
El 2016, IGN va classificar "L’enemic interior" com el setè millor episodi de la sèrie original.
El 2016 Empire el va classificar com el 15è millor dels 50 millors episodis de tots els més de 700 episodis de televisió de Star Trek.
El 2016, Radio Times va classificar el moment en què el "malvat" Kirk exclama "Sóc el capità Kirk!!", el desè millor moment de tot el cinema i la televisió d'Star Trek fins aquell moment. Consideren que la interpretació de Shatner "destaca completament amb aquest episodi de la primera temporada".
El 2017, Fatherly va classificar aquest episodi com un dels 10 millors episodis que els nens poden veure.
El 2018, PopMatters va classificar aquest 8è millor episodi de la sèrie original. Van elogiar Shatner (que interpreta els dos Kirks) per la seva actuació matisada però exagerada, que representa una gamma extraordinària d'emocions.
Una guia de marató de sèries de Star Trek del 2018 de Den of Geek, va recomanar aquest episodi com un dels millors de la sèrie original.
El 2019, Nerdist va incloure aquest episodi a la seva guia de marató de sèries "El millor de Kirk".
El 2019, Comic Book Resources va classificar aquest episodi com un dels vuit episodis més memorables de l'original Star Trek.